# Akarotaxis nudiceps
Akarotaxis nudiceps är en fiskart som först beskrevs av Waite, 1916.  Akarotaxis nudiceps ingår i släktet Akarotaxis och familjen Bathydraconidae. IUCN kategoriserar arten globalt som livskraftig. Inga underarter finns listade i Catalogue of Life.